# Elke Decker
Elke Decker (* 23. Februar 1957 in Köln-Mülheim) ist eine ehemalige deutsche Sprinterin, die sich auf den 400-Meter-Lauf spezialisiert hatte.
Bei den Europameisterschaften 1978 in Prag erreichte sie im Einzelwettbewerb das Halbfinale und kam mit der bundesdeutschen Mannschaft in der 4-mal-400-Meter-Staffel auf den fünften Platz.
1980 siegte sie bei den Halleneuropameisterschaften in Sindelfingen.
1979 wurde sie Deutsche Meisterin, 1978 und 1980 Deutsche Vizemeisterin. In der Halle errang sie 1977 und 1980 den nationalen Titel und wurde 1979 Vizemeisterin.
Elke Decker startete für den TuS 04 Leverkusen.

## Persönliche Bestzeiten
- 100 m: 11,88 s, 26. Juli 1979, Dormagen
- 200 m: 23,47 s, 26. Juli 1979, Dormagen
- 400 m: 51,59 s, 19. August 1979, Köln
  - Halle: 52,28 s, 2. März 1980, Sindelfingen
- 800 m: 2:07,72 min, 6. Juni 1981, Neapel

| Personendaten    | Personendaten             |
| ---------------- | ------------------------- |
| NAME             | Decker, Elke              |
| KURZBESCHREIBUNG | deutsche Sprinterin       |
| GEBURTSDATUM     | 23. Februar 1957          |
| GEBURTSORT       | Köln-Mülheim, Deutschland |